# Basmani
Basmani (en rus: Басманы) és un poble de l'óblast de Kírov, a Rússia, segons el cens del 2010 tenia 105. Pertany al districte d'Arbaj.